# Operación Herrick

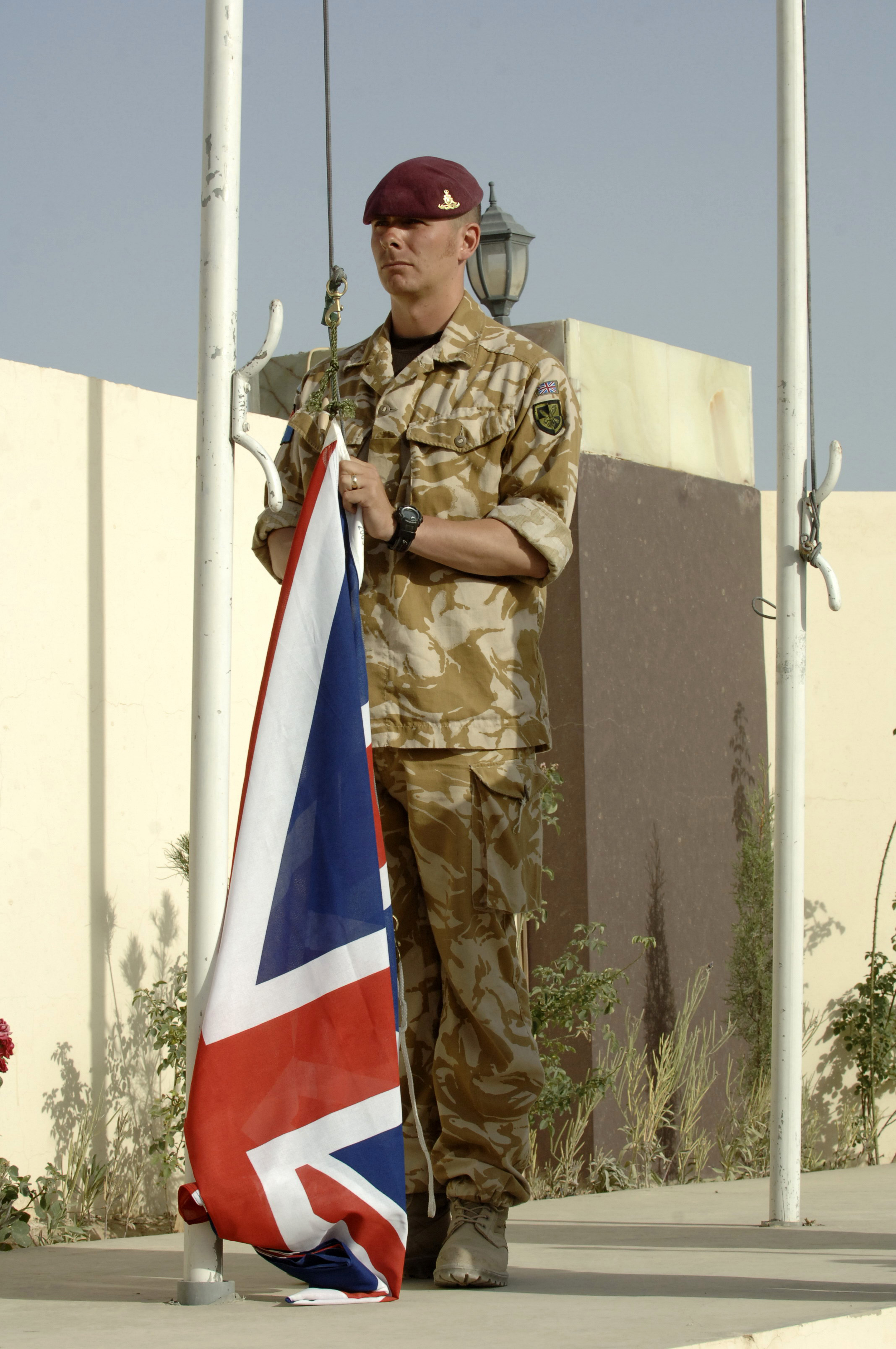
Soldado británico, con la bandera del Reino Unido, durante la ceremonia de traspaso de autoridad, celebrada en Lashkar Gah, provincia de Helmand.

Operación Herrick es el nombre de las operaciones militares realizadas por el Reino Unido en la Guerra de Afganistán, desde el 2002. Se trata de la contribución británica a la OTAN liderada por la Fuerza Internacional de Asistencia a la Seguridad (ISAF) y el apoyo a los Estados Unidos en su Operación Libertad Duradera, cuyo principal objetivo era la captura del líder de Al Qaeda, Osama Bin Laden.

## Detalles militares
La Operación Herrick surge como el reemplazo de dos operaciones militares del Reino Unido durante la guerra en Afganistán, detonada en 2001. La primera de ellas fue la Operación Veritas que consistía en el apoyo militar a los Estados Unidos durante su intervención en Afganistán; y la segunda fue la Operación Fingal que implicó la creación de la ISAF en Kabul; sin embargo, la mayor parte del comando británico, fue enviado a Turquía y las operaciones de la Unión comenzaron a realizarse bajo la Operación Libertad Duradera de los Estados Unidos.

## Kabul y el norte de Afganistán
Entre 2002 y 2003 el componente principal de la Operación Herrick seguía siendo el batallón conformado por 300 soldados, el cual se ubicó en Kabul para brindar seguridad a sus habitantes y comandar la creación del nuevo Ejército Nacional Afgano. A mediados del 2003 el batallón británico de Herrick comenzó a laborar como un cuerpo de seguridad para el Equipo de Reconstrucción Provincial enviado por los Estados Unidos para reconstruir las zonas dañadas en combate.
A principios de 2006 Sede del Cuerpo Aliado de Reacción Rápida de la OTAN, se convirtió en el cuartel general de la ISAF por lo que el Reino Unido elevó su número de elementos en Afganistán de 300 a 1.300.